# Барбара Мак-Дугал
Барбара Жан Мак-Дугал (англ. Barbara McDougall) (12 листопада 1937, Торонто, Онтаріо) — колишня канадська політична діячка, член Консервативної партії Канади. Державний Секретар закордонних справ Канади (1991—1993).

## Життєпис
Народилася 12 листопада 1937 року в місті Торонто, Онтаріо. 1963 року закінчила факультет політології та економіки в Торонтському університеті, бакалавр мистецтв.
1984 року — розпочала свою політичну кар'єру як кандидата від Прогресивної консервативної партії Канади з обранням депутатів Палати громад, до якої вона належала як представник виборчого округу St. Paul's до 1993 року.
У вересні 1984 року прем'єр-міністр Браян Малруні призначив її міністром фінансів. З 1986 до 1988 рр. вона була не тільки державним міністром приватизації, а й міністром, відповідальним за статус жінок з 1986 по 1988 рр.
З 31 березня 1988 — 20 квітня 1991 рр. — призначена Міністром зайнятості та імміграції у Кабінеті Міністрів.
За цей час вона залишалася відповідальним міністром за жіночий статус з 1988 до 1990 року, а також міністром державної молоді 1990 року.
З 21 квітня 1991 року до 24 червня 1993 рр. — Міністр закордонних справ Канади.
14 січня 2005 року Макдугалл взяла участь у навчаннях з підготовки до пандемії "Атлантичний шторм" у Центрі біозахисту UPMC, виконуючи вигадану роль прем'єр-міністра Канади. 18 грудня 2006 року було оголошено, що вона буде призначена членом комісії з питань імплементації Закону про внутрішню торгівлю терміном на п'ять років.

## Визнання України
22 вересня 1991 року в Оттаві підписала з міністром закордонних справ України Анатолієм Зленком Декларацію про відносини між Україною і Канадою.
27 січня 1992 року надіслала дипломатичну ноту міністру закордонних справ України Анатолію Зленку про визнання незалежності України Канадою та встановлення дипломатичних відносин між країнами. Прем'єр-міністр Канади Браян Малруні та держсекретар із закордонних справ Барбара Мак-Дугал жартували, що особливо уважно стежили за розвитком подій в УРСР, щоб першими у світі встигти визнати Незалежність України.

## Відставка
На загальних виборах 1993 року Барбара Мак-Дугал втратила свій мандат у парламенті, потім пішла у відставку, закінчила політичну кар'єру та приєдналася до приватного сектору. Вона була не тільки консультантом юридичної фірми Aird & Bells в Торонто, але і директором Scotiabank 1999—2008 роках. Була членом правління Imperial Tobacco Canada з жовтня 2004 року до березня 2010 року. Із січня 2007 року — член правління Центру досліджень міжнародного розвитку (IDRC), а з грудня 2007 року — головний виконавчий директор цього дослідницького центру.